# História meteorológica do Furacão Matthew
O furacão Matthew foi o primeiro furacão no Atlântico de categoria 5 desde Félix em 2007 e o furacão registado de categoria 5 mais meridional no Atlântico. Em 22 de setembro o sistema originou de uma onda tropical que surgiu na costa oeste da África, e finalmente se dissipou como um ciclone extratropical próximo ao Atlântico no Canadá em 10 de outubro. No final de 29 de setembro, iniciou um período de ciclogênese explosiva que o trouxe à força da categoria 5 no início de 1 de outubro. Enfraqueceu ligeiramente e permaneceu na categoria 4 até atingir o Haiti e Cuba, depois atravessou as Bahamas e paralelamente à costa da Flórida até atingir a Carolina do Sul como furacão de categoria 1. Mais tarde, Matthew fez a transição para um ciclone pós-tropical em 10 de outubro.
O ciclone foi responsável por cerca de 600 mortes (com relatos iniciais de até 1.600), tornando Matthew o mais mortal desde Stan em 2005, e causou US $ 15,1 mil milhões (US $ 2016) em danos, o que o tornou o mais caro desde Sandy em 2012. Matthew causou o seu desembarque mais destrutivo quando a atingiu o Haiti em 4 de outubro, causando danos catastróficos e mais de 500 morreram como resultado. A tempestade também ameaçou ser o primeiro grande furacão a atingir os Estados Unidos desde o Wilma em 2005 ; no entanto, desviou um pouco mais para o leste e permaneceu no mar. O grande desembarque acabou ocorrendo um ano depois. No entanto, chuvas torrenciais caíram nas Carolinas, causando inundações repentinas extremas. Mesmo quando Mathew se tornou extratropical e se afastou da costa, os rios ainda transbordavam e levaria muitas semanas para que voltassem aos níveis médios. No geral, Matthew causou danos de US $ 10 mil milhões nos Estados Unidos.

## Génese

Animação de satélite GOES-13 da onda precursora de Matthew se desenvolvendo ao atravessar a bacia do Atlântico a partir de 23 de setembro a 28

Em 22-23 de setembro, uma onda tropical vigorosa, inserida no vale das monções, saiu da costa oeste da África sobre o Oceano Atlântico perto da Guiné-Bissau. A onda coincidiu com uma depressão de nível superior e uma nuvem isolada de humidade; no entanto, pouca convecção estava presente. Localizado excepcionalmente perto do equador, cerca de 8-10 ° N, o sistema foi incapaz de adquirir rotação significativa por meio da força de Coriolis e lutou para se desenvolver enquanto se movia rapidamente para o oeste em 25–30 mph (40–48 km/h).  Apesar disso, os três principais modelos de previsão de furacões - GFS, ECMWF e UKMET - indicaram que o sistema provavelmente se tornaria um ciclone tropical sobre o Mar do Caribe. Dois dias depois, a onda passou ao sul de Cabo Verde, e foi avaliada como tendo uma alta probabilidade de ciclogênese tropical em cinco dias pelo Centro Nacional de Furacões (NHC). Com as condições ambientais favorecendo o desenvolvimento lento, a atividade das tempestades aumentou ao longo da onda em 25 de setembro, que se organizou mais durante os dias subsequentes, enquanto se aproximava das Pequenas Antilhas.
Em 27 de setembro, a onda estava produzindo ventos com força de tempestade tropical sustentada  conforme relatado pelos Hurricane Hunters, embora o sistema não tivesse a circulação fechada necessária para ser classificado como um ciclone tropical. Enquanto o sistema passava perto de Barbados, imagens de radar nas Pequenas Antilhas indicavam que a circulação estava se tornando mais organizada. Outro voo da Hurricane Hunters em 28 de setembro confirmou que uma circulação fechada desenvolvida, ventos de superfície registados de 58 mph (93 km/h), e rajadas de furacão observadas ao nível do avião. Esses dados em conjunto com imagens de satélite de micro-ondas indicam que o sistema se tornou um ciclone tropical - ganhando a designação de Tempestade Tropical Matthew - às 12:00 UTC naquele dia; neste momento, a tempestade estava centrada em 20 mi (30 km) oeste-noroeste de Barbados.
Guiado por uma forte cordilheira sobre o Atlântico Ocidental, Matthew viajou geralmente para o oeste com seu centro passando entre as ilhas de Santa Lúcia e São Vicente antes de emergir no Mar do Caribe. Ao longo do restante de 28 de setembro, Matthew lutou para desenvolver um núcleo interno e características de bandas, evitando a intensificação. No entanto, a convecção profunda gradualmente se organizou em torno do centro. As condições ambientais antes do ciclone - incluindo ampla humidade alimentada pela Zona de Convergência Intertropical e alto conteúdo de calor oceânico favoreceram pelo menos a intensificação gradual, com exceção de uma zona climatologicamente desfavorável bem ao sul do Haiti. Corte ligeiramente aumentado em 29 de setembro convecção deslocada para o leste do centro de Matthews, deixando para trás uma circulação exposta. Apesar disso, o reconhecimento de aeronaves naquela manhã revelou que a tempestade se agravou um pouco - com uma pressão central em torno de 996 mbar (29.4 inHg). Os ventos de nível de vôo aumentaram para 92 mph (148 km/h) e o radiômetro de microondas de frequência escalonada (SFMR) da aeronave observou ventos de superfície de 69 mph (111 km/h).

## Intensificação rápida

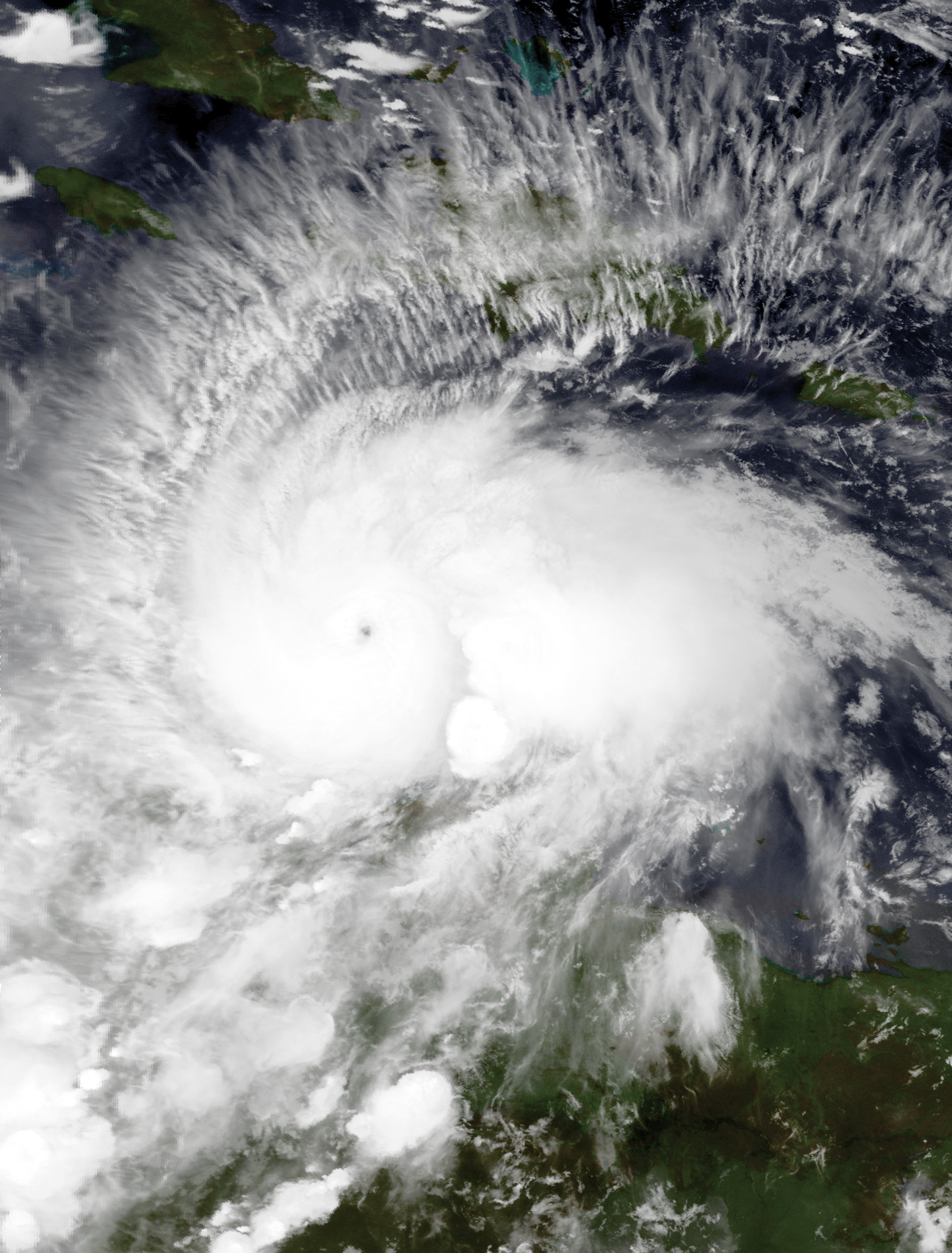
Imagem de satélite infravermelho de Matthews como uma furacão categoria 5 ao norte da Colômbia em 1 de outubro Observe a grande feição convectiva, conhecida como "bolha", logo a leste do núcleo da tempestade

Às 18:00 UTC em 29 de setembro, dados de reconhecimento de aeronaves revelaram que Matthew se intensificou em um furacão - tendo ventos sustentados de pelo menos 74 mph (119 km/h) - altura em que o ciclone foi localizado 310 km (190 mi) a nordeste de Curaçao. A convecção logo se desenvolveu novamente sobre o centro do furacão e as faixas do leste e nordeste tornaram-se mais bem organizadas. A 40 km (25 mi) olho amplo desenvolvido sobre o centro de Matthew, com reconhecimento, imagens de satélite de microondas e imagens de radar de Curaçao corroborando o aumento da organização. No início de 30 de setembro, Matthew começou um período de rápida intensificação, apesar do forte cisalhamento do vento sudoeste. O sistema atingiu a categoria 2 força na escala Saffir-Simpson às 06:00 UTC em 30 de setembro. Durante esse tempo, a crista de nível médio ao norte do furacão mudou para o norte do Caribe, o que levou Matthew a seguir um caminho oeste-sudoeste. A saída do pólo de nível superior estabeleceu-se sobre a circulação enquanto outro canal começou a se desenvolver para o sudoeste; estes serviram para ventilar o furacão e permitir uma maior intensificação. Por volta das 12:00 UTC, Matthew atingiu o status de grande furacão - tendo ventos sustentados de pelo menos 111 mph (179 km/h).
Intensificando em um ritmo "extraordinário", Matthew alcançou a força de categoria 4 às 18:00 UTC. A intensificação rápida culminou durante a noite de 30 de setembro - 1 de outubro, com Matthew atingindo o seu pico de intensidade na categoria 5 status às 00:00 UTC em 1 de outubro, tornando-se a primeira tempestade desse tipo na bacia do Atlântico desde Félix em 2007. A apresentação de satélite do furacão melhorou notavelmente, com topos de nuvens mais frios que −80 °C (−112 °F) no nublado denso central em torno de um olho de 9.7 km (6 mi) largura. Ao longo do período de intensificação explosiva, Matthew foi inserido em uma ampla região de 34–40 km/h (21–25 mph) cisalhamento do vento oeste-sudoeste, conforme calculado pelo modelo modelo de previsão de ciclones tropicais (SHIPS) usando um grade de 1,000 km (620 mi) área. O cisalhamento dessa intensidade normalmente previne ou limita a intensificação da tempestade. Redução para grade de 400 km (250 mi) área na análise pós-tempestade revelou cisalhamento do vento significativamente menor em um nível localizado, calculado em 12–17 mph (19–27 km/h). Como resultado do cisalhamento do vento sobreavaliado, o NHC não previu a magnitude da rápida intensificação de Matthew.
Com base em uma medição SFMR de pico de 165 mph (266 km/h), o NHC estimou ventos de pico de 266 km/h (165 mph) com uma pressão central de 942 mbar (hPa; 27,82 inHg). Em seu pico de intensidade, a tempestade centrou-se a menos de 140 km (90 mi) ao norte de Punta Gallinas, Colômbia, em 13,4 graus norte. Isso fez de Matthews o furacão de categoria 5 mais meridional registado na bacia do Atlântico, superando o furacão Ivan. Na época de pico de intensidade, imagens noturnas visíveis do satélite Suomi NPP revelaram ondas gravitacionais sobre o furacão. Matthew apresentou relâmpagos extraordinariamente abundantes em sua parede do olho. Além disso, um fenômeno raro conhecido como sprites relâmpago foi observado acima da tempestade, em lugares distantes como Porto Rico. O papel de todas as três ocorrências, se houver, na intensificação de Matthews - e dos ciclones tropicais em geral - é atualmente desconhecido.

### O "blob"
Por vários dias no início de outubro, um complexo incomum de tempestade desenvolveu-se a leste de Matthews. O recurso chamou a atenção de meteorologistas e era coloquialmente conhecido como "blob". O complexo se desenvolveu a partir de uma zona de convergência que se desenvolveu quando o fluxo para sudoeste da circulação anti-horária do furacão interage com os ventos predominantes de leste sobre o Mar do Caribe. Uma serpentina de vorticidade se estendendo dos Andes para o norte pode ter desempenhado um papel no desenvolvimento desse recurso. A Dra. Stephanie Zick observou que a "bolha" era consistente com o complexo de banda estacionária descrito por Willoughby et al. 1984. Tempestades intensas dentro do complexo, potencialmente supercélulas, produziram relâmpagos prolíficos.

## Em direção ao norte, para o Haiti e Cuba

Arco-íris de Matthew chegando à Península de Tiburon, no Haiti, em 4 de outubro

O tempo de Matthew no status de categoria 5 cessou pouco tempo depois, pois o seu olho perdeu a definição durante a manhã de 1 de outubro, resultando em leve enfraquecimento. As nuvens mais tarde obscureceram o olho de Matthew e a sua pressão central aumentou; no entanto, o seu núcleo permaneceu incrivelmente pequeno, com um raio médio de vento máximo de 13 km (8 mi). Enfraquecimento adicional ocorreu e os ventos de pico caíram para 233 km/h (145 mph) enquanto a pressão central subiu para 947 mbar (hPa; 27,97 inHg). Embora os meteorologistas tenham notado o potencial para um ciclo de substituição da parede do olho naquela noite, as imagens de satélite de micro-ondas nunca indicaram que um estava começando. O núcleo interno de Matthew se mostrou resistente e o furacão fortaleceu-se naquela noite; o raio de ventos máximos também contraiu ainda mais para 11 km (7 mi). Uma aeronave de reconhecimento NOAA mediu ventos de nível de voo de 249 km/h (155 mph), ventos de superfície de 240 km/h (150 mph), e uma pressão central de 940 mbar (hPa; 27,76 inHg) por volta das 21:00 UTC. Durante esse tempo, o movimento da tempestade tornou-se errático quando ela entrou em um ponto fraco na crista, antes direcionando-a para o oeste. Ele logo executou um pequeno loop no sentido anti-horário e virou para o norte.
Depois de permanecer estacionário por um breve período, Matthew progrediu lentamente para o norte-noroeste no início de 2 de outubro entre um vale sobre o Golfo do México e a crista sobre o Atlântico ocidental. Um grande anticiclone de nível superior se desenvolveu durante o furacão e permitiu a Matthew permanecer um sistema intenso ao longo do dia. Uma fenda seca se desenvolveu ao longo da borda sudoeste da circulação durante a tarde e algum enfraquecimento ocorreu; no entanto, o núcleo interno da tempestade logo se reorganizou. O topo das nuvens esfriou em torno do furacão e o olho tomou a largura de 14 to 23 km (9 to 14 mi), as aeronaves de reconhecimento encontraram pressões centrais decrescentes. Ao mesmo tempo, Matthew atingiu o seu pico de intensidade secundário com ventos de 249 km/h (155 mph). Por razões desconhecidas, o quadrante sudoeste da parede do olho quebrou durante a noite de 2-3 de outubro.

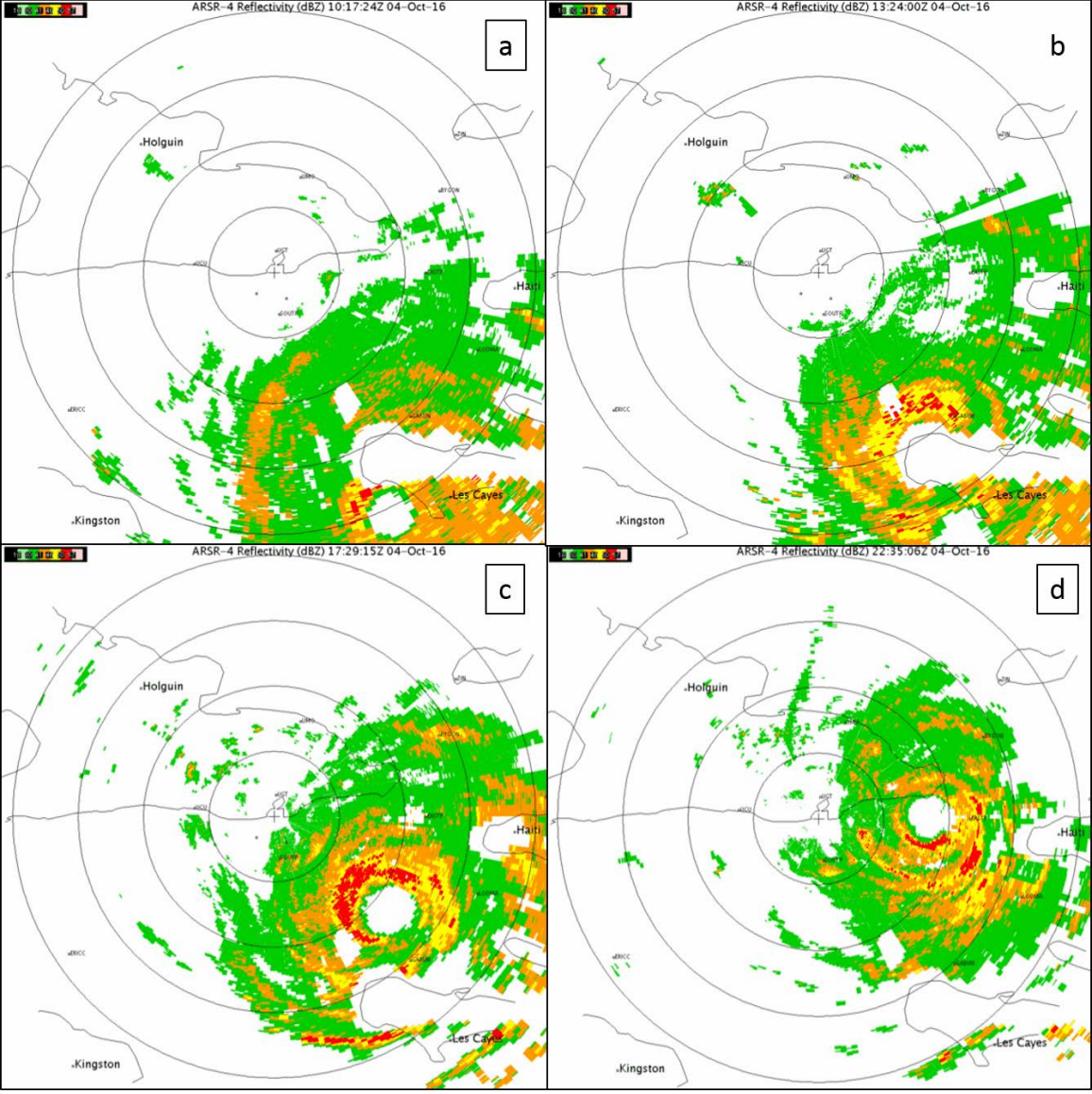
Imagens do radar de vigilância da rota aérea da Baía de Guantánamo, Cuba, mostrando a estrutura interna de Matthews ao cruzar o Haiti e Cuba em 4 de outubro

Os ventos do furacão oscilaram dentro da categoria 4 e variaram por vários dias, pois as condições ambientais permaneceram propícias a furacões intensos. Em uma ocorrência rara, Matthew passou diretamente sobre uma bóia NOAA 42058  às 07:47 UTC; o dispositivo mediu uma pressão de 942,9 mbar (hPa; 27,85 inHg). Além disso, revelou ressurgência significativa de pelo menos 3 °C que serviu para limitar a força de Matthew. Alguma intensificação ocorreu depois que o furacão limpou a região de águas mais frias, e no final de 3 de outubro, o furacão atingiu a sua pressão central mínima de 934 mbar (27.6 inHg). O núcleo havia aumentado ligeiramente nesta época, com uma estimativa de 19 to 27 km (12 to 17 mi) raio dos ventos máximos. Às 11:00 UTC no dia seguinte, Matthew atingiu a costa perto de Les Anglais, Haiti com ventos sustentados de 240 km/h (150 mph) e uma pressão central de 934 mbar (27.6 inHg), tornando-o o furacão mais forte a atingir o Haiti desde o furacão Cleo em 1964. Apesar da interrupção do terreno montanhoso do Haiti, o olho do furacão permaneceu bem definido enquanto atravessava a Passagem de Barlavento. Por volta das 00:00 UTC em 5 de outubro, o olho de Matthews atingiu a ponta leste da península cubana, perto da cidade de Juaco, com ventos de 210 km/h (130 mph) e uma pressão central próxima a 949 mbar (28.0 inHg). Ventos de 124 mph (200 km/h) com rajadas de 152 mph (245 km/h) foram medidos no aeroporto de Punta de Maisí.

## Bahamas e sudeste dos Estados Unidos

Circuito de radar de Matthew a leste da Flórida no final de 6 de outubro As paredes dos olhos duplas podem ser vistas no furacão

Matthew passou cerca de cinco horas no leste de Cuba antes de emergir no Atlântico sudoeste. O olho do furacão desapareceu das imagens infravermelhas e enfraqueceu para uma furacão categoria 3, devido à interação com o terreno de Cuba. Algum enfraquecimento adicional ocorreu quando ele atravessou as Bahamas - que haviam sido anteriormente atingidas pelo furacão Joaquin um pouco mais de um ano antes em uma intensidade semelhante - mas começou a se reintensificar, com o resfriamento das nuvens ao redor de um olho que estava tentando se reformar. Na manhã seguinte, a pressão central caiu para 944 mbar (27.9 inHg) e o olho reapareceu e subsequentemente aqueceu. Pouco depois, a intensificação foi retomada e Matthew fortaleceu-se novamente para uma furacão categoria 4 mais tarde naquele dia. A pressão central caiu para 936 mbar (27.6 inHg), embora os ventos tenham diminuído ligeiramente. Pouco depois, o furacão atingiu a costa perto da ilha Grande Bahama com ventos de 210 km/h (130 mph) e uma pressão central de 937 mbar (27.7 inHg).
Na noite de 6 de outubro, o furacão começou a passar bem perto à costa da Flórida. Ao longo da noite e nas primeiras horas da manhã em 7 de outubro, o National Hurricane Center lembrou consistentemente ao público que "um pequeno desvio da pista à esquerda da previsão do NHC poderia trazer o núcleo de um grande furacão para terra"; se tivesse feito isso, seria o primeiro a desembarcar nos Estados Unidos desde o furacão Wilma, quase 11 anos antes. Posteriormente, o furacão enfraqueceu novamente devido a um ciclo de substituição da parede do olho. Como resultado, no início de 7 de outubro o furacão caiu abaixo da intensidade de categoria 4. Por volta das 00:00 UTC em 8 de outubro, a tempestade enfraqueceu abaixo da intensidade de um grande furacão, um status que se manteve por quase oito dias desde que o atingiu em 30 de setembro enquanto no Caribe.
No final de 7 de outubro, conforme Matthew avançava em direção às Carolinas, paralelamente à costa da Geórgia, a parede do olho sul do furacão havia se quebrado, conforme visto pelo radar Doppler, subsequentemente, a apresentação do satélite associado começou a se tornar alongada. Uma fase de enfraquecimento mais rápida ocorreu e Matthews enfraqueceu para uma furacão categoria 1 pouco antes de atingir a costa no Refúgio Nacional da Vida Selvagem Cape Romain, na Carolina do Sul, com ventos sustentados de 137 km/h (85 mph) e uma pressão central de 963 mbar (28.4 inHg) - tornando-o o furacão mais intenso (por pressão central) a atingir os Estados Unidos desde o furacão Irene em 2011, até o furacão Harvey em 2017, e o primeiro furacão a atingir o estado da Carolina do Sul desde Gaston em 2004. Também foi o primeiro furacão a atingir o norte da Flórida em outubro desde o furacão Hazel em 1954. 

### Virada não realizada para o sul

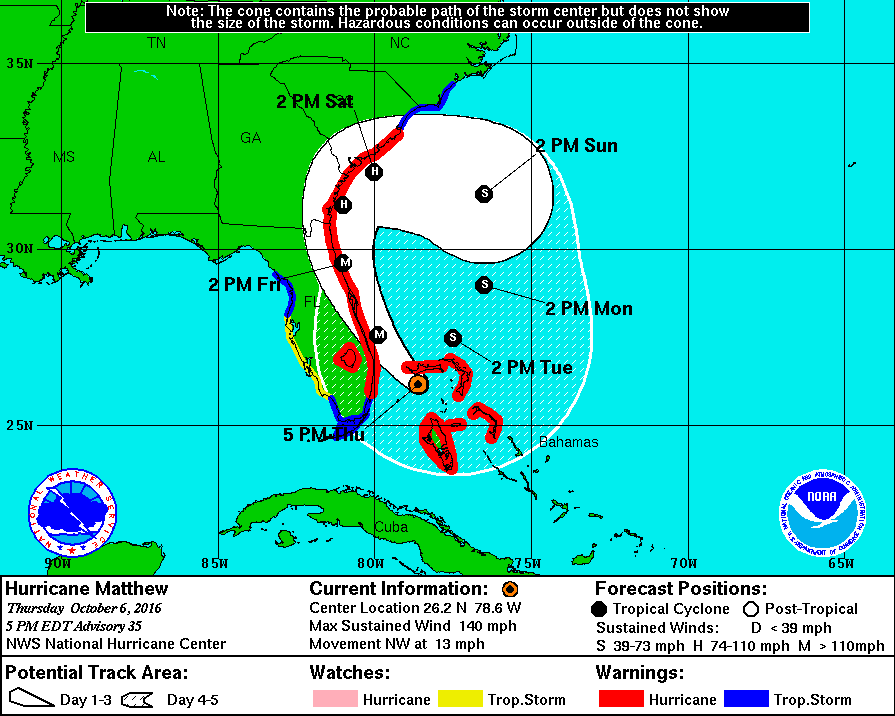
Previsão do "cone de erro" de cinco dias do National Hurricane Center para o furacão Matthew às 5:00 PM EDT em 6 de outubro, que descreve o loop potencial no sentido horário fora do sudeste dos Estados Unidos

Enquanto o furacão atravessou as Bahamas em 5 de outubro, a complexa interação entre Matthew, um vale saindo da costa leste, uma crista sobre a Nova Inglaterra e a tempestade tropical Nicole perto das Bermudas levou a uma incerteza incomumente alta em sua trajetória futura. Por vários dias, os meteorologistas do NHC previram que o furacão viraria para o sul perto das Carolinas e faria uma volta em direção à Flórida e impactaria o estado pela segunda vez. Se tal evento tivesse ocorrido, teria sido a primeira ocorrência registada de um furacão atingindo a costa leste da Flórida duas vezes. Para que o loop acontecesse, um vale se movendo em direção ao leste dos Estados Unidos, associado à corrente de jato, teria que "passar" por Matthew e não fazer o furacão acelerar para o mar. Isso, por sua vez, teria permitido que uma crista de construção sobre a Nova Inglaterra forçasse Matthew a voltar para o sul. Posteriormente, a interação com a tempestade tropical Nicole (por meio do efeito Fujiwara) teria impedido ainda mais Matthew de virar para o leste longe da terra.
O modelo GFS em particular mostrou consistentemente esse cenário por vários dias, até mesmo levando os remanescentes de Matthews para o Golfo do México e mais tarde Louisiana - uma trilha que lembra o furacão Betsy em 1965. Barry Keim, um climatologista da Universidade do Estado da Luisiana, notou uma grande margem de erro com esta pista potencial, enquanto os meteorologistas do NHC recusaram comentários para manter o foco na ameaça imediata do desembarque. Jerry Combs, do National Weather Service Office de Melbourne, Flórida, reiterou a posição do NHC: "No momento, não estamos nem mesmo preocupados com [o loop potencial]. Precisamos passar por essa primeira fase, então podemos olhar para as possibilidades e o que a tempestade pode fazer. "

## Enfraquecimento
No início de 8 de outubro quando Matthew chegou à Carolina do Sul, o ciclone começou a perder as suas características tropicais à medida que se incorporou aos ventos do oeste de latitudes médias. O campo de vento se expandiu e se tornou assimétrico, e grande parte da convecção mais profunda migrou para o norte do centro, estendendo-se por todo a região Nordeste dos Estados Unidos. Como Matthews se moveu para o leste por volta das 16 km/h (10 mph), a sua circulação de baixo nível começou a se separar da sua circulação média-alta devido ao aumento do cisalhamento do vento. Ao longo da noite, a estrutura de Matthews começou a se parecer mais com a de um ciclone extratropical, e por volta das 09:00 UTC em 9 de outubro, Matthews tornou-se extratropical enquanto localizado a 80 km (50 mi) sudeste de Cabo Hatteras, Carolina do Norte.
Devido a uma mudança de política após o furacão Sandy em 2012, o Centro Nacional de Furacões continuou a emitir pareceres sobre os remanescentes extratropicais de Matthews, devido aos ventos fortes de tempestade tropical que ainda afetam partes das Carolinas. No entanto, às 21:00 UTC, a agência encerrou os avisos sobre o ciclone enquanto localizado a 320 km (200 mi) a leste do Cabo Hatteras. Os remanescentes da tempestade persistiram por mais um dia antes de serem absorvidos por uma frente fria ao sul do Canadá em 10 de outubro.